# Tweede Kamerverkiezingen 2021/Kandidatenlijst/VVD
Van de kandidatenlijst voor de Tweede Kamerverkiezingen van 2021 van de Volkspartij voor Vrijheid en Democratie (VVD) werd op 1 december 2020 de definitieve versie bekendgemaakt.

## De lijst
- vet: verkozen
- cursief: voorkeurdrempel overschreden

1. Mark Rutte - 1.977.651 stemmen
2. Tamara van Ark - 73.125
3. Sophie Hermans - 24.115
4. Bente Becker - 19.873
5. Dilan Yeşilgöz-Zegerius - 45.630
6. Bas van 't Wout - 4.074
7. Mark Harbers - 4.438
8. Aukje de Vries - 9.146
9. Dennis Wiersma - 1.807
10. Ockje Tellegen - 3.600
11. Thierry Aartsen - 5.441
12. Eelco Heinen - 679
13. Queeny Rajkowski - 3.246
14. Roelien Kamminga - 6.334
15. Zohair El Yassini - 1.401
16. Thom van Campen - 2.821
17. Mariëlle Paul - 2.633
18. Silvio Erkens - 4.043
19. Daniel Koerhuis - 2.194
20. Ingrid Michon - 1.654
21. Peter Valstar - 4.102
22. Ulysse Ellian - 1.931
23. Jeroen van Wijngaarden - 879
24. Peter de Groot - 1.093
25. Jacqueline van den Hil - 3.543
26. Fahid Minhas - 699
27. Judith Tielen - 2.127
28. Daan de Kort - 5.714
29. Rudmer Heerema - 2.119
30. Ruben Brekelmans - 1.539
31. Pim van Strien - 463
32. Hatte van der Woude - 2.312
33. Folkert Idsinga - 483
34. Daan de Neef - 928
35. Jan Klink[1][2] - 1.092
36. Kelly Regterschot - 7.418
37. Bart Smals[2] - 736
38. Mark Strolenberg[2] - 4.743
39. Ruud Verkuijlen[1][2] - 547
40. Erik Haverkort[2] - 1.876
41. Marinus Tabak - 1.631
42. Dorien Verbree - 4.771
43. Harry Bevers[2] - 547
44. Hawre Rahimi[2] - 999
45. Martijn Grevink[1][2] - 158
46. Chris Simons[1][2] - 653
47. Simone Richardson[1][2] - 1.525
48. Yvonne Bijenhof[2] - 3.397
49. Max Patelski - 985
50. Kathy Arends-Drijver - 911
51. Laurens van Doeveren - 492
52. Tim Simons - 1.115
53. Martijn Buijsse - 781
54. Frederik Peters - 449
55. Ronald Bakker - 455
56. Kees Noomen - 572
57. Sanneke Vermeulen - 1.100
58. Sabine Koebrugge - 2.058
59. Mark Achterbergh-Copier - 682
60. Jenny Elbertsen - 699
61. Barry Jacobs - 755
62. Saskia van Dijk - 740
63. Hugo Bellaart - 457
64. Rebin Maref - 1.599
65. Ivo de Wolff - 395
66. Laurence Groot Bruinderink - 302
67. Lars Lambers - 1.754
68. Laurine Bonnewits - 549
69. Mirjam Nelisse - 1.176
70. Liesbeth Rooijmans - 574
71. Sharona Malfait - 730
72. René ten Have - 134
73. Henk Matthijsse - 361
74. Roelof Theun Hoen - 310
75. Sander Janssen - 477
76. Edith van den Ham - 1.542
77. Filip Lauwerysen - 55
78. Bart Bikkers - 199
79. Kees Kraanen - 676
80. Maarten van der Weijden - 4.116

1948 · 1952 · 1956 · 1959 · 1963 · 1967 · 1971 · 1972 · 1977 · 1981 · 1982 · 1986 · 1989 · 1994 · 1998 · 2002 · 2003 · 2006 · 2010 · 2012 · 2017 · 2021 · 2023
VVD · PVV · CDA · D66 · GroenLinks · SP · PvdA · ChristenUnie · Partij voor de Dieren · 50PLUS · SGP · DENK · FVD · BIJ1 · JA21 · Code Oranje · Volt · NIDA · Piratenpartij · LP · JONG · Splinter · BBB · NLBeter · LHK · OPRECHT · JEZUS LEEFT · TROTS · UCF · Lijst 30 · PvdE · DFP · VSN · WZNL · Modern Nederland · De Groenen · PvdR